# مارسلو گرویی
مارسلو گرویی (پرتغالی: Marcelo Grohe؛ زادهٔ ۱۳ ژانویهٔ ۱۹۸۷) بازیکن فوتبال اهل برزیل است.که در باشگاه فوتبال الاتحاد عربستان سعودی در پست دروازه‌بان بازی می‌کند.
از باشگاه‌هایی که در آن بازی کرده‌است می‌توان به باشگاه فوتبال گرمیو اشاره کرد.
وی همچنین در تیم‌های ملی فوتبال زیر ۱۸ سال برزیل و برزیل بازی کرده‌است.